# J-Tull Dot Com
J-Tull Dot Com es el vigésimo primer álbum lanzado en 1999 por Jethro Tull para promocionar su web del mismo nombre (www.j-tull.com Archivado el 20 de febrero de 2011 en Wayback Machine.).
Tras haberse orientado hacia sonidos orientales en su anterior trabajo Roots to Branches, Ian Anderson confecciona ahora un álbum más heterogéneo sin una influencia claramente dominante.
Se le considera el mejor de los últimos álbumes de los Tull y se complementa en estilo con el elaboradísimo álbum en solitario de Ian Anderson, The Secret Language of Birds, lanzado por las mismas fechas.
Este álbum (como el anterior, Roots to Branches) muestra una mayor inspiración en el folk y en la world music, reflejando distintas influencias musicales recibidas tras décadas de giras por todo el mundo. En canciones como "Hot Mango Flush", Anderson describe vívidas imágenes de las calles del tercer mundo. Este disco y el anterior reflejaban la aceptación, por parte de Anderson, del hecho de que ya era una vieja estrella del rock, con canciones como "Wicked Windows", que trata sobre unas gafas para leer. 

## Puesto en las listas de éxitos
- Puesto en las listas de EE. UU.: 161 (5 en el Top Internet Chart de Billboard).
- Puesto en las listas de UK: 44.

## Lista de temas
| #   | Título                | Autor          | Tiempo |
| --- | --------------------- | -------------- | ------ |
| 1.  | "Spiral"              | (Ian Anderson) | 3:50   |
| 2.  | "Dot Com"             | (Ian Anderson) | 4:25   |
| 3.  | "Awol"                | (Ian Anderson) | 5:19   |
| 4.  | "Nothing at All"      | (Ian Anderson) | 0:56   |
| 5.  | "Wicked Windows"      | (Ian Anderson) | 4:40   |
| 6.  | "Hunt by Numbers"     | (Ian Anderson) | 4:00   |
| 7.  | "Hot Mango Flush"     | (Ian Anderson) | 3:49   |
| 8.  | "El Niño"             | (Ian Anderson) | 4:40   |
| 9.  | "Black Mamba"         | (Ian Anderson) | 5:00   |
| 10. | "Mango Surprise"      | (Ian Anderson) | 1:44   |
| 11. | "Bends Like a Willow" | (Ian Anderson) | 4:53   |
| 12. | "Far Alaska"          | (Ian Anderson) | 4:06   |
| 13. | "The Dog-Ear Years"   | (Ian Anderson) | 3:34   |
| 14. | "A Gift of Roses"     | (Ian Anderson) | 3:54   |

- Como pista oculta, al final del disco se incluye la canción "The Secret Language of Birds", con el que Ian Anderson abriría su álbum en solitario homónimo.

## Intérpretes
- Ian Anderson: guitarras, flauta, bouzouki y voces.
- Martin Barre: guitarra eléctrica.
- Andy Giddings: órgano, piano, acordeón y teclado.
- Doane Perry: percusión, piano eléctrico y batería.
- Jonathan Noyce: bajo.
- Najma: voces, bajo.